# Evenen

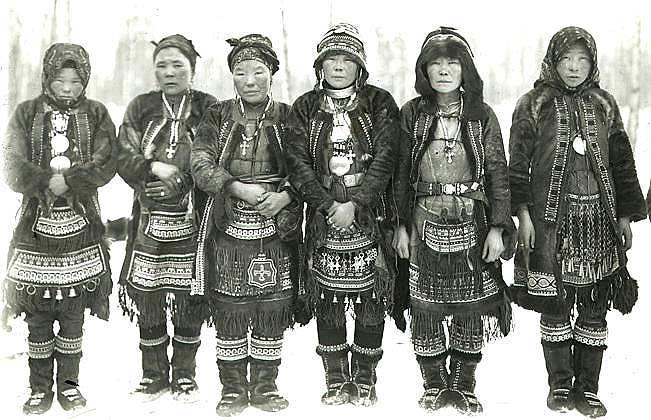
foto begin 20e eeuw

De Evenen (vroeger Lamoeten genoemd (Eveens voor "oceaanvolk"), (Eveens:  эвэн; meerv. эвэсэл, evesel, Russisch: Эвены; Eveny) zijn een volk dat leeft in Siberië, in de oblast Magadan, de kraj Kamtsjatka en in de noordelijke delen van Sacha ten oosten van de Lena. 
Volgens de volkstelling van 2002 leefden 19.071 Evenen in Rusland en 104 in Oekraïne (volkstelling van 2001). In Rusland spraken in 2002 nog 7.168 personen het Eveens (in Oekraïne in 2001 nog 19), dat een Toengoezische taal is. Bij de volkstelling van 2010 bedroeg hun aantal 21.830
In 2010 waren er 5.656 sprekers.
Ze leunen dicht aan bij de Evenken op gebied van oorsprong en cultuur. De Evenen waren vroeger rendierfokkers, jagers en vissers. 
Officieel zijn ze Russisch-orthodox sinds de 19de eeuw, maar de sporen van het sjamanisme zijn nog te herkennen. 
De voorouders van de Evenen zijn wellicht afkomstig van het gebied aan de overkant van het Baikalmeer en migreerden naar de Oost-Siberische kust. Deze bereden rendieren, gebruikten houten ski's en spanden honden in voor hun sleeën. Ze leefden in conische tenten die bedekt waren met dierenhuiden. Zodra ze zich ergens gevestigd hadden, bouwden ze in de buurt van hun woning hokken om bevroren vlees en vis in op te slaan. 
De Sovjetjaren lieten een diepe indruk achter op de Evenen. De Sovjets stelden een geschreven taal voor hen op en maakten een einde aan het analfabetisme in de jaren '30. Vele nomadische Evenen kozen een vaste verblijfplaats, gingen zich vestigen in een kolchoz en legden zich toe op veeteelt en akkerbouw. Deze snelle verandering zorgde onder Stalin voor sociale en psychologische problemen zoals alcoholisme en drugsverslaving. Kinderen werden ook van bij hun ouders weggehaald om opgevoed te worden in staatsscholen zodat de cultuur en de taal van de Evenen het zwaar te verduren kreeg.